# آلپرنوکسیم
آلپرنوکسیم (انگلیسی: Alprenoxime) یک مسدود کننده بتا و یک پیش‌دارو برای آلپرنولول است.